# قطار ساعت ۴:۵۰ از پدینگتون
قطار ساعت ۴:۵۰ دقیقه از پدینگتون رمانی جنایی از آگاتا کریستی است.
این کتاب که از مجموعه داستان‌های خانم مارپل می‌باشد در نوامبر ۱۹۵۷ در بریتانیا توسط انتشارات کولینز کرایم کلوب به چاپ رسیده‌است.

## خلاصه داستان
خانم مک‌گیلکادی که از دوستان صمیمی دوشیزه مارپل است، در حین سفر در قطار، در حالی که از پنجره قطار مشغول تماشای بیرون است، شاهد صحنهٔ قتل زنی جوان در قطار مقابل می‌شود. او ماجرا را برای خانم مارپل تعریف کرده و او پی‌گیر داستان می‌شود و سرانجام با کمک زنی به نام لوسی آیلس‌بارو قاتل را می‌یابد.